# Ben Gazzara
Ben Gazzara vlastním jménem Biagio Anthony Gazzara (28. srpna 1930, New York, Spojené státy americké – 3. února 2012, New York, USA) byl americký herec a režisér.

## Životopis
Narodil sa v rodině italských emigrantů Antonia Gazzary a Angely Consumanové původem ze Sicílie. Vyrůstal v Lower East Side na Manhattanu. Navštěvoval Stuyvesant High School. Útěchu od jinak dost bezútěšného prostředí mu poskytovalo spojení s hereckou skupinou, kterou začal navštěvovat ve velmi mladém věku. O mnoho let později prohlásil, že objev jeho lásky k herectví ho zachránil od kriminálního života v době puberty. Navzdory zřejmému talentu odešel studovat elektrotechniku. Po dvou letech však toto studium opustil a po krátké přestávce navštívil herecké studio.
V 50. letech 20. století hrál v různých představeních na Broadwayi (debutoval v roce 1953), ale hlavně ve známé divadelní hře Cat On A Hot Tin Roof (Kočka na rozpálené plechové střeše) Tennessee Williamse, kterou režíroval Elia Kazan. Filmovou roli ve filmové podobě této hry ale získal Paul Newman. Jako mladý herec sa však objevil v roce 1957 v jiném filmu – The Strange One.
Byl třikrát ženatý – jeho první manželkou byla Louise Ericksonová, se kterou žil v letech 1951–1957, druhou americká herečka a tanečnice Janice Ruleová v letech 1961–1979 (měli dceru Elizabeth) a od roku 1982 Elke Krivatová.

## Herecká kariéra
Jeho herecká kariéra byla různorodá a dlouhá, střídala se obdobími, kdy působil také jako režisér (zejména v televizi). Mezi jeho nejpopulárnější role patří filmy Anatomie vraždy (1959), The Young Doctors (1961), A Rage to Live (1965), Most u Remagenu (1969), Capone (1975), Pouť zatracených (1976) a High Velocity (1977). Hlavní úlohy hrál také v několika televizních seriálech, počínajíc seriálem Arrest and Trial (vysílaném v letech 1963–1964), a také v nejúspěšnějším seriálu Run for Your Life, který vysílala stanice NBC v letech 1965–1968.
Své nejimpozantnější postavy však vytvořil pro svého přítele Johna Cassavetese v 70. letech 20. století. Poprvé spolu pracovali na Cassavetesově filmu Manželé z roku 1970, kde se objevil po boku Petra Falka a Cassavetese. Spolupráce těchto dvou mužů pak vyvrcholila ve filmu Zavraždění čínského bookmakera, kde on sám hrál hlavní roli, postavu Cosma Vitelliho. O rok později hrál další hlavní rolí ve filmu pod Cassavetesovou režisérskou taktovkou, Premiéra, kde hral postavu divadelního režiséra Mannyho Victora, který bojoval s psychicky nestálou hvězdou svého divadla, kterou zde hrála Cassavetesova manželka Gena Rowlandsová.
V 80. letech 20. století ho bylo možné vidět ve vícero různorodých filmech, jako jsou Svatý Jack a They All Laughed (režie Peter Bogdanovich), a kultovní klasice Road House. Hrál též v kritikou uznávaném televizním filmu o problematice AIDS Časný mráz z roku 1985, ve kterém hlavní roli ztvárnila Gene Rowlandsová.
V 90. letech hrál celkem ve 38 filmech, mezi kterými bylo mnoho televizních filmů. V hollywoodských filmech se objevoval jako přínosný herec, zde pracoval s mnohými renomovanými režiséry, jako jsou bratři Coenovi (The Big Lebowski), Spike Lee (Summer of Sam) a John McTiernan (The Thomas Crown Affair).
Herectví se věnoval i v senorském věku po sedmdesátce. V roce 2003 se objevil ve filmu Dogville, režírovaném dánským enfant terrible Larsem von Trierem, po boku australské herečky Nicole Kidmanové.
Zemřel ve věku 81 let na rakovinu slinivky.

## Režijní filmografie
- 1974 	Columbo: V nouzi poznáš přítele (televizní film)
- 1975 	Columbo: Rozbouřené vody (televizní film)
- 1990 	Oltre l'oceano